# Cercetător postdoctoral
Un cercetător postdoctoral (adesea abreviat ca postdoc) este un cercetător având titlul de doctor, care conduce un proiect de cercetare într-o instituție de învățământ superior sau un centru de cercetare, în cadrul unui contract pe timp determinat.